# Montelparo

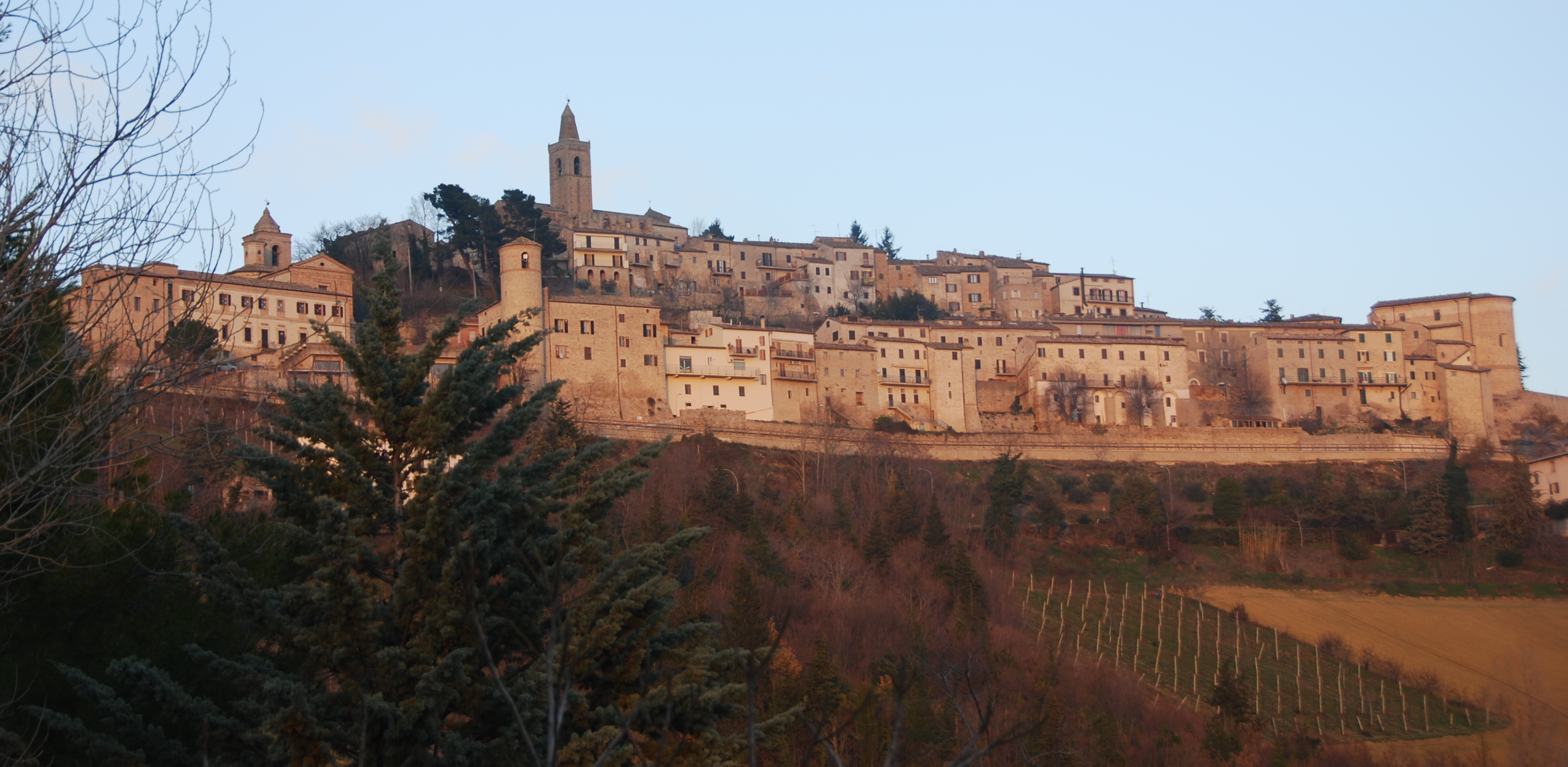
Blick auf Montelparo

Montelparo ist eine italienische Gemeinde (comune) mit 694 Einwohnern (Stand 31. Dezember 2023) in der Provinz Fermo in den Marken. Die Gemeinde liegt etwa 22 Kilometer südwestlich von Fermo, gehört zur Comunità montana dei Sibillini und grenzt unmittelbar an die Provinz Ascoli Piceno. Die südliche Gemeindegrenze bildet der Aso.

## Geschichte
Aus dem 8. vorchristlichen Jahrhundert ist eine Nekropole der Picener erhalten.

## Persönlichkeiten
- Gregorio Petrocchini (1536–1612), Kardinal der Römischen Kirche und Augustinereremit